# Буланий Михайло Леонідович
Миха́йло Леоні́дович Буланий (нар. 19 жовтня 1975, Полтава) — український спортсмен-пауерліфтер, проживає в місті Полтава, чотириразовий чемпіон світу, заслужений майстер спорту України. Тренер чемпіона України та призера європейської першості Іраклія Мдівнішвілі

## Серед спортивних досягнень
- за підсумками 2014 року увійшов до чільної української десятки ФСТ «Динамо» найкращих спортсменів із неолімпійських видів спорту, завоювавши дві срібні медалі чемпіонатів світу з пауерліфтингу — Потчефструм (ПАР) — при цьому встановив три світові рекорди (вагова категорія до 93 кг) — і Аврора (США).
- в лютому 2015 року у Полтаві на чемпіонаті України з пауерліфтингу переміг у сумі триборства з результатом 955,0 кг.